# Longerhouw
Longerhouw (Fries: Longerhou) is een dorp in de gemeente Súdwest-Fryslân, in de Nederlandse provincie Friesland. Longerhouw ligt tussen Bolsward en Schraard aan een opvaart van de Makkumervaart. Ten noorden van het dorp loopt de A7. Longerhouw werkt op veel fronten samen met het dorp Schettens, dat aan de andere van de snelweg is gelegen. In 2023 telde het dorp 45 inwoners.

## Geschiedenis
Het dorp is ontstaan op een terp en lag oorspronkelijk vrij geïsoleerd ten zuiden van de voormalige Marneslenk. Het dorp was vooral op de landbouw gericht. en bleef een klein dorp met veel boerderijen.
In 1275 werd de plaats vermeld als Langherahof, in 1402 als Howe en Houwe, in 1440 als Langerhoue, in 1496 als Longrahow en in 1505 als Longerhow. 
Wat precies de plaatsnaam duidt is onduidelijk. Het tweede element wijst mogelijk naar dat het een boerenerf, hofstede of boerenhoeve. Het eerste element long/lang kan worden uitgelegd als lang, maar zou ook kunnen verwijzen naar een oudere waternaam, de Lange Ee. Een andere mogelijkheid is dat afkomstig van de familienaam Loninga. Dan zou de plaats duiden op een hoeve van deze familie.
In het midden van de negentiende eeuw was Longerhouw het centrum van de Friese Réveilbeweging rond dominee Jan Wouter Felix. Tot 2011 behoorde Longerhouw tot de voormalige gemeente Wonseradeel.

## Kerk
De kerk van Longerhouw stamt uit 1757 en heeft een zadeldaktoren uit de 13e eeuw. In de kerk bevindt zich een preekstoel met fraai houtsnijwerk, gemaakt omstreeks 1757 door de Sneker beeldhouwer Gerben Jelles Nauta. In de toren bevindt zich een smeedijzeren torenuurwerk uit het begin van de 17e eeuw. Na 1580 vormden Longerhouw en Schettens samen een kerkelijke gemeente. De kerk is het enige rijksmonument van Longerhouw.

## Sport en cultuur
Samen met het dorp Schettens heeft Longerhouw de sportvereniging SLS, afkorting van de Sportvereniging Longerhouw Schettens. Onder meer met een kaatsafdeling.
Verder heeft het dorp samen met Schettens een eigen dorpskrant. Deze verschijnt sinds 1 september 1983 maandelijks. De krant heet de Viadukt, een verwijzing naar de letterlijke viaduktverbinding tussen beide dorpen, omdat de snelweg A7 de dorpen van elkaar scheidt.

## Onderwijs
Voor onderwijs was het dorp lang aangewezen op de school in Schettens, De Trijetine. Maar wegens een te laag aantal leerlingen moest de school na het schoolseizoen 2017-2018 sluiten. Van de 17e eeuw tot 1861 stond er in Longerhouw een school.